# Dizoniopsis
Dizoniopsis là một chi ốc biển cỡ nhỏ, là động vật thân mềm chân bụng sống ở biển trong họ Cerithiopsidae. This genus was described by Sacco năm 1895.

## Các loài
Các loài thuộc chi Dizoniopsis bao gồm:
- Dizoniopsis abylensis Bouchet, Gofas & Warén, 2010
- Dizoniopsis apexclarus Rolán, 2007
- Dizoniopsis aspicienda Bouchet, Gofas & Warén, 2010
- Dizoniopsis concatenata (Conti, 1864)
- Dizoniopsis coppolae (Aradas, 1870)
- Dizoniopsis gothica Jay & Drivas, 2002
- Dizoniopsis herberti Jay & Drivas, 2002
- Dizoniopsis herosae Jay & Drivas, 2002